# Lista siturilor arheologice din județul Brăila - S
Lista siturilor arheologice din județul Brăila - S conține toate siturile arheologice din județul Brăila înscrise în Repertoriul Arheologic Național (RAN) și aflate în localități al căror nume începe cu litera S. RAN este administrat de Ministerul Culturii și Patrimoniului Național și cuprinde date științifice, cartografice, topografice, imagini și planuri, precum și orice alte informații privitoare la zonele cu potențial arheologic, studiate sau nu, încă existente sau dispărute.
Puteți căuta un sit din localitățile care încep cu litera S folosind formularul de mai jos sau puteți naviga prin toate siturile din județ la Lista siturilor arheologice din județul Brăila.
| Cod RAN                                  | Denumire | Localitate                                      | Adresă                  | Datare                          | Descoperit | Coordonate                                    | Imagine           | Erori            |
| ---------------------------------------- | --- | ----------------------------------------------- | ----------------------- | ------------------------------- | ---------- | --------------------------------------------- | ----------------- | ---------------- |
| 44006.01.01                              | Așezarea hallstattiană de la Siliștea - "Popină" / ansamblu anonim (Categorie: locuire civilă) (Tip: Așezare)                | sat Siliștea, comuna Siliștea                   | Popină                  | Babadag - I și II               |            | 45°19′41″N 27°48′04″E / 45.32806°N 27.80111°E | Încărcați imagine | Raportați eroare |
| 42904.05.01                              | Situl arheologic de la Spiru Haret - "Movila Cornu Malului" / ansamblu anonim (Categorie: locuire) (Tip: Așezare)            | sat Spiru Haret, comuna Berteștii de Jos        | Movila Cornu Malului    | Gumelnița - A2                  |            |                                               | Încărcați imagine | Raportați eroare |
| 42904.05.02                              | Situl arheologic de la Spiru Haret - "Movila Cornu Malului" / ansamblu anonim (Categorie: locuire) (Tip: Necropolă)          | sat Spiru Haret, comuna Berteștii de Jos        | Movila Cornu Malului    | geto-dacică                     |            |                                               | Încărcați imagine | Raportați eroare |
| 42904.04.01                              | Tumulul de la Spiru Haret - "Movila 10/43, 65" / ansamblu anonim (Categorie: descoperire funerară) (Tip: Tumul)              | sat Spiru Haret, comuna Berteștii de Jos        | Movila 10/43, 65        |                                 |            |                                               | Încărcați imagine | Raportați eroare |
| 42904.03.01                              | Tumulul de la Spiru Haret - "Movila 5/16, 279" / ansamblu anonim (Categorie: descoperire funerară) (Tip: Tumul)              | sat Spiru Haret, comuna Berteștii de Jos        | Movila 5/16, 279        |                                 |            |                                               | Încărcați imagine | Raportați eroare |
| 42904.02.01                              | Tumulul de la Spiru Haret - "Movila 8/14, 580" / ansamblu anonim (Categorie: descoperire funerară) (Tip: Tumul)              | sat Spiru Haret, comuna Berteștii de Jos        | Movila 8/14,580         |                                 |            |                                               | Încărcați imagine | Raportați eroare |
| 42904.01.01                              | Tumulul de la Spiru Haret - "Movila 12/38, 906" / ansamblu anonim (Categorie: descoperire funerară) (Tip: Tumul)             | sat Spiru Haret, comuna Berteștii de Jos        | Movila 12/38, 906       |                                 |            |                                               | Încărcați imagine | Raportați eroare |
| 43153.01.01                              | Tumulul de la Salcia - Movila "Cinci Câini" / ansamblu anonim (Categorie: descoperire funerară) (Tip: Tumul)                 | sat Salcia, comuna Frecăței                     | Movila Cinci Câini      |                                 |            |                                               | Încărcați imagine | Raportați eroare |
| 44006.06.01                              | Tumulul de la Siliștea - "Movila Vrăbiescu" / ansamblu anonim (Categorie: descoperire funerară) (Tip: Tumul)                 | sat Siliștea, comuna Siliștea                   | Movila Vrăbiescu        |                                 |            |                                               | Încărcați imagine | Raportați eroare |
| 44006.03.01                              | Tumulul de la Siliștea - "Movila Pătranu" / ansamblu anonim (Categorie: descoperire funerară) (Tip: Tumul)                   | sat Siliștea, comuna Siliștea                   | Movila Pătranu          |                                 |            |                                               | Încărcați imagine | Raportați eroare |
| 44006.02.01                              | Tumulul de la Siliștea - "Movila Săpată" / ansamblu anonim (Categorie: descoperire funerară) (Tip: Tumul)                    | sat Siliștea, comuna Siliștea                   | Movila Săpată           |                                 |            |                                               | Încărcați imagine | Raportați eroare |
| 44079.03.01                              | Tumulul de la Stăncuța - "Movila Fofelea" / ansamblu anonim (Categorie: descoperire funerară) (Tip: Tumul)                   | sat Stăncuța, comuna Stăncuța                   | Movila Fofelea          |                                 |            |                                               | Încărcați imagine | Raportați eroare |
| 44079.02.01                              | Tumulul de la Stăncuța - "Movila 15/15, 532" / ansamblu anonim (Categorie: descoperire funerară) (Tip: Tumul)                | sat Stăncuța, comuna Stăncuța                   | Movila 15/15, 532       |                                 |            |                                               | Încărcați imagine | Raportați eroare |
| 44079.01.01                              | Tumulul de la Stăncuța - "Movila 3/14, 509" / ansamblu anonim (Categorie: descoperire funerară) (Tip: Tumul)                 | sat Stăncuța, comuna Stăncuța                   | Movila 3/14, 509        |                                 |            |                                               | Încărcați imagine | Raportați eroare |
| 44122.02.01                              | Tumulul de la Surdila-Găiseanca - "Movila Arman" / ansamblu anonim (Categorie: descoperire funerară) (Tip: Tumul)            | sat Surdila-Găiseanca, comuna Surdila-Găiseanca | Movila Arman            |                                 |            |                                               | Încărcați imagine | Raportați eroare |
| 44122.01.01                              | Tumulul de la Surdila-Găiseanca - "Movila Găzdarului" / ansamblu anonim (Categorie: descoperire funerară) (Tip: Tumul)       | sat Surdila-Găiseanca, comuna Surdila-Găiseanca | Movila Găzdarului       |                                 |            |                                               | Încărcați imagine | Raportați eroare |
| 42780.02.01                              | Tumulul de la Surdila-Greci - Movila "Turtele Mortului" / ansamblu anonim (Categorie: descoperire funerară) (Tip: Tumul)     | sat Surdila-Greci, comuna Surdila-Greci         | Movila Turtele Mortului |                                 |            |                                               | Încărcați imagine | Raportați eroare |
| 42780.01.01                              | Tumulul de la Surdila-Greci - "Movila Burici" / ansamblu anonim (Categorie: descoperire funerară) (Tip: Tumul)               | sat Surdila-Greci, comuna Surdila-Greci         | Movila Burici           |                                 |            |                                               | Încărcați imagine | Raportați eroare |
| 44006.04.01                              | Situl arheologic de la Siliștea- Conac / ansamblu anonim (Categorie: locuire) (Tip: Așezare)                                 | sat Siliștea, comuna Siliștea                   | Conac                   | Boian                           |            |                                               | Încărcați imagine | Raportați eroare |
| 44006.04.02                              | Situl arheologic de la Siliștea- Conac / ansamblu anonim (Categorie: locuire) (Tip: mormânt)                                 | sat Siliștea, comuna Siliștea                   | Conac                   | Tămăoani                        |            |                                               | Încărcați imagine | Raportați eroare |
| 44006.05.01                              | Așezarea nefortificată de la Siliștea- Nazîru / ansamblu anonim (Categorie: locuire civilă) (Tip: Așezare)                   | sat Siliștea, comuna Siliștea                   | Nazîru                  | Babadag                         |            |                                               | Încărcați imagine | Raportați eroare |
| 43055.01.01 (Cod LMI: BR-I-m-B-02058.03) | Situl arheologic de la Scărlătești- Popină / ansamblu anonim (Categorie: locuire civilă) (Tip: Așezare)                      | sat Scărlătești, comuna Cireșu                  | Popină                  | Gumelnița - faza A1             |            | 44°57′04″N 27°23′10″E / 44.95111°N 27.38611°E | Încărcați imagine | Raportați eroare |
| 43055.01.02 (Cod LMI: BR-I-m-B-02058.02) | Situl arheologic de la Scărlătești- Popină / ansamblu anonim (Categorie: locuire civilă) (Tip: Grup de morminte)             | sat Scărlătești, comuna Cireșu                  | Popină                  |                                 |            | 44°57′04″N 27°23′10″E / 44.95111°N 27.38611°E | Încărcați imagine | Raportați eroare |
| 43055.01.03 (Cod LMI: BR-I-m-B-02058.01) | Situl arheologic de la Scărlătești- Popină / ansamblu Morminte sarmatice (Categorie: locuire civilă) (Tip: Grup de morminte) | sat Scărlătești, comuna Cireșu                  | Popină                  | sarmatică sec. II - III p. Chr. |            | 44°57′04″N 27°23′10″E / 44.95111°N 27.38611°E | Încărcați imagine | Raportați eroare |